# Qingchuan
Qingchuan är ett härad som lyder under Guangyuans stad på prefekturnivå i Sichuan-provinsen i sydvästra Kina. Det ligger  omkring 230 kilometer nordost om provinshuvudstaden Chengdu.
Orten ligger i en seismisk zon och drabbades hårt av jordbävningen i Sichuan 2008.